# Малкин, Питер
Пи́тер Ма́лкин (также Цви Мальхин, ивр. צבי מלחין‎, англ. Peter Malkin; имя при рождении Цви Мильхман; 27 мая 1927, Жулкевка, Польша — 1 марта 2005, Нью-Йорк, США) — израильский разведчик, начальник оперативного отдела «Моссад». Известен тем, что лично осуществил захват нацистского преступника Адольфа Эйхмана в Аргентине в мае 1960 года.

## Биография

### Детство
Источники расходятся относительно места рождения П. Малкина. Согласно некоторым из них, он родился в 1927 году в подмандатной Палестине, затем его семья переехала в Жулкевку (Люблинское воеводство Польша), а в 1936 году вернулась в Палестину. Сам он говорил, что родился в Польше. Его старшая сестра 23-летняя Фрума и трое её малолетних детей, оставшиеся в Польше, впоследствии были убиты нацистами во время Холокоста, как и другие родственники Малкина.

### В Палестине и Израиле
В 12 лет он вступил в ряды еврейской подпольной военизированной организации Хагана и вскоре стал взрывником и специалистом по вскрытию сейфов.
В 1947 году он окончил школу. Принимал участие в Войне за независимость.
После войны он поступил учиться на инженера в хайфский Технион. В 1950 году предложил свои услуги службе внутренней безопасности Шин Бет. В графе «причины подачи заявления» он написал «люблю приключения». Там его приметил опытный оперативник Рафи Эйтан, который впоследствии стал начальником научно-исследовательского отдела Моссад, а затем возглавил спецслужбу Лакам.
С 1959 года Малкин перешёл на работу в «Моссад». Там он проработал 27 лет с 1959 года до 1986 года. Ушёл на пенсию с должности начальника оперативного отдела и с репутацией одного из самых профессиональных агентов израильской спецслужбы. По его словам, он очень устал и не сошёлся характером с новым начальником — генералом Ицхаком Хофи.
Знал шесть языков: английский, французский, немецкий, иврит, идиш и арабский.

### В США
После ухода на пенсию он переехал в США. Малкин натурализовался, но сохранил израильское гражданство. Он часто ездил в Израиль к жене Рони. У него было трое детей.
Один из его сыновей, Омер, финансовый консультант, находился в Южной башне Всемирного торгового центра 11 сентября 2001 года и чудом избежал гибели, выйдя в то утро из офиса для встречи с отцом, который находился неподалёку.
В США Малкин занялся живописью, а кроме того занимался частным консультированием по методике антитеррористической деятельности. У Малкина прошли в разных странах несколько выставок, выпущены каталоги его картин и рисунков. В Нью-Йорке Малкин подружился с окружным прокурором Манхеттена Робертом Моргентау и даже помогал ему в расследованиях.
Кроме этого, он написал 5 книг. Одна из них — «Эйхман в моих руках», написанная в соавторстве с американским литератором Харри Стайном, — вышла в 1990 году и стала бестселлером. В 1996 году по этой книге был снят телефильм «Человек, который поймал Эйхмана». В роли Эйхмана выступил Роберт Дюваль, а самого Малкина сыграл Арлисс Ховард. Малкин консультировал эту картину.
Последние 4 месяца жизни Малкин был прикован к больничной койке из-за проблем с позвоночником. Он умер 1 марта 2005 года в Нью-Йорке, а 4 марта был похоронен в Тель-Авиве. На его похоронах присутствовали два директора «Моссад» — действующий Меир Даган и бывший Цви Замир.

## Работа в спецслужбах

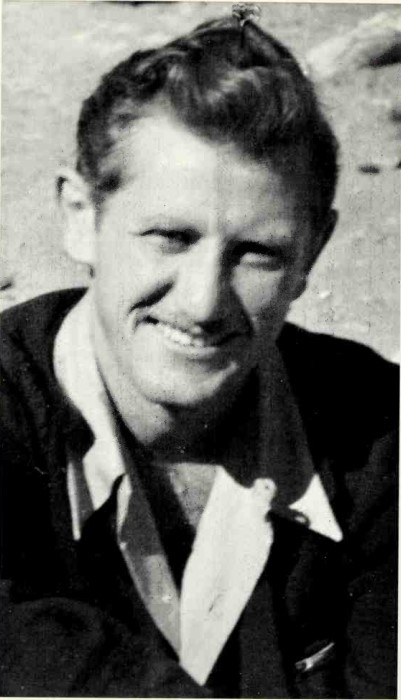
Питер Малкин в 1960 году перед выездом в Аргентину на захват Эйхмана

В качестве проверки при приёме на работу в службу безопасности ему поручили разминировать дом арабского террориста и заодно вскрыть в нём сейф. Малкин обезвредил две мины-ловушки, причем одна из них находилась под пачкой бумаг во вскрытом им сейфе.
Он добыл информацию о деятельности немецких учёных и инженеров по созданию ракетных установок в Египте. Ему удалось вскрыть один из самых секретных сейфов, подобрав правильный шифр, сфотографировать нужные документы и положить их на место, не оставив никаких следов. Директор «Моссад» Меир Амит потребовал от Малкина записать каждое действие и каждый шаг в этой операции в подробнейшем отчёте. Впоследствии сотрудники «Моссад» изучали эту операцию на своих занятиях как эталонный пример.
Самой знаменитой операцией Малкина стало задержание в 1960 году в Буэнос-Айресе нацистского преступника Адольфа Эйхмана. Малкин был тем, кто лично схватил Эйхмана и затолкал его в автомобиль. На захват ушло чуть более 20 секунд. Это был единственный случай, когда он применил физическую силу за всё время его работы в разведке. Впоследствии он стал известен как «агент семь сорок» и «человек, который поймал Эйхмана».
Эту операцию Малкин считал самой главной в своей работе:

Это была моральная акция. Палача евреев нужно было предать правосудию в еврейском государстве. Мы должны были доставить в суд человека, ответственного за «окончательное решение еврейского вопроса», за гибель шести миллионов человек.

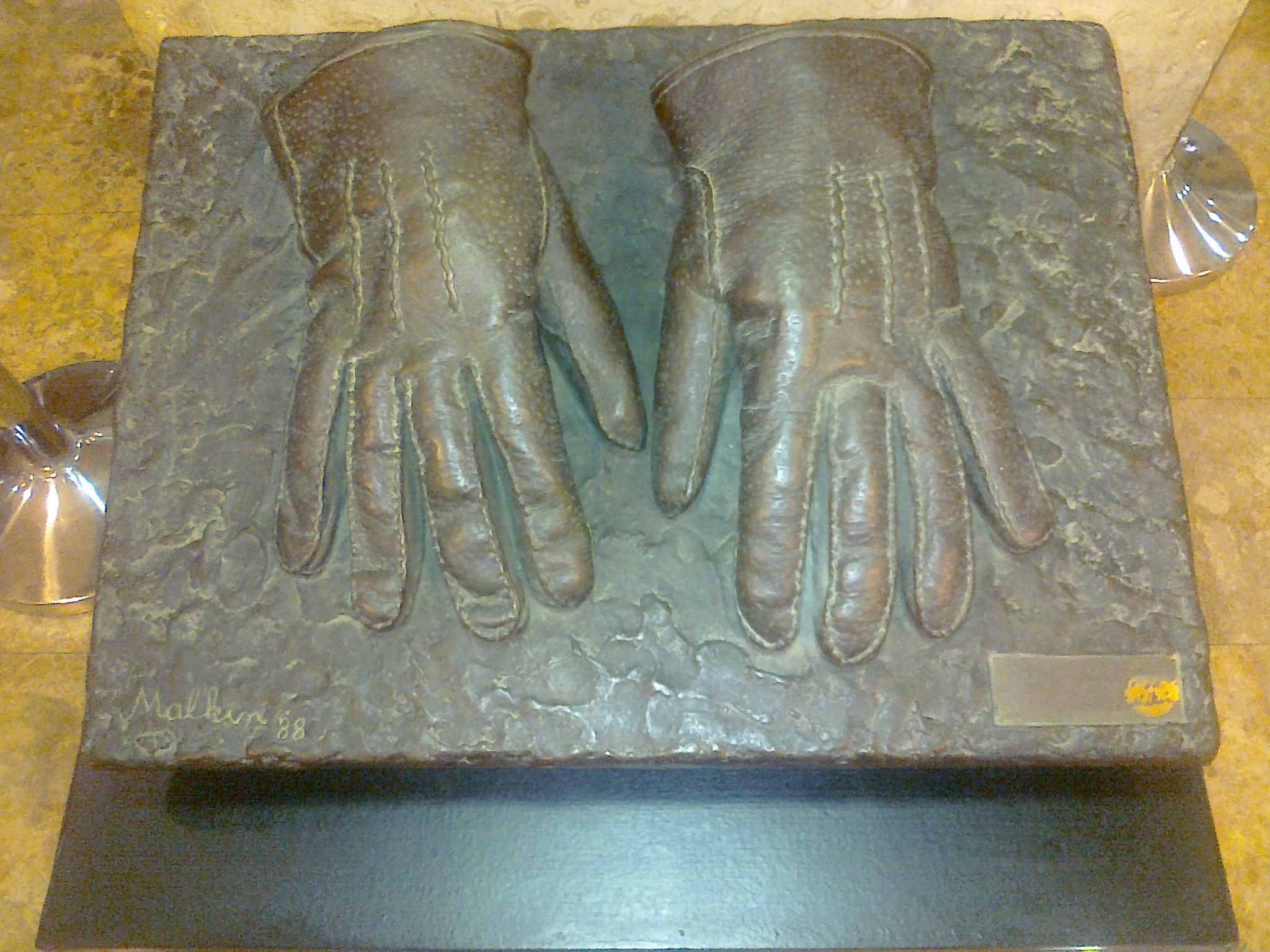
Бронзовая отливка перчаток Малкина

В Музее еврейского наследия в Нью-Йорке одно время хранилась бронзовая отливка перчаток, которые в ночь похищения Эйхмана были на руках Малкина. Малкин говорил, что ему было противно прикасаться к Эйхману.
Однажды, по его словам, он присутствовал на арабской конференции, прячась под столом. Малкин слыл мастером перевоплощений и боевых искусств. Его около 50 раз арестовывали, но ни разу не взяли с поличным. Он утверждал, что ни одного провала за 27 лет — это мировой рекорд.
Его бывший начальник генерал-майор Меир Амит в 1968 году написал, что Малкин воплощает классический образ разведчика: сочетание мудрости, смелости, изобретательности и целеустремлённости.
В интервью в 1997 году Малкин говорил:

Я никогда не оставлял улик и всё тщательно продумывал. Посмотрите на меня. Я улыбаюсь. Я не похож на шпиона, правда? Меня задерживали, а я говорил: смотрите, я же художник, нормальный, мирный человек, приехал сюда на этюды. Я люблю людей и не воспринимаю их как врагов…

Малкин говорил, что несколько раз «по службе» побывал в России, но деталей не обнародовал. По приказу Голды Меир он установил личности всех, причастных к террористическому акту на Мюнхенской Олимпиаде в 1972 году. Малкин был также причастен к уничтожению в апреле 1979 года под Тулоном во Франции ядерного реактора, который французы почти за 20 миллионов долларов построили для Саддама Хуссейна.